# Bracon intricatus
Bracon intricatus är en stekelart som beskrevs av Gaspard Auguste Brullé 1846. Bracon intricatus ingår i släktet Bracon och familjen bracksteklar. Inga underarter finns listade.